# Berkeley (Californië)
Berkeley is een stad in de Amerikaanse staat Californië en valt bestuurlijk gezien onder Alameda County. De stad telde naar schatting 116.768 inwoners in 2013, waarmee het de 231ste stad van het land en de 51ste stad van de staat was. De oppervlakte is 27,1 km² en daarmee bedroeg de bevolkingsdichtheid ongeveer 4.309 inwoners per vierkante kilometer.
Berkeley is bekend als onderwijscentrum. In de stad zijn de University of California, Lawrence Berkeley National Laboratory, Lawrence Hall of Science, Space Sciences Laboratory en de Mathematical Sciences Research Institute gevestigd. Deze universiteiten beschikken elk over een campus. Ook is het Graduate Theological Union, een vermaard instituut in Berkeley gevestigd. Het chemisch element berkelium (Bk) werd naar Berkeley vernoemd.

## Geografie

### Topografie
Berkeley ligt aan de westkust van de Verenigde Staten in het noordelijk deel van Californië en is gesitueerd tussen de baai van San Francisco in het westen en de Berkeley Hills in het oosten. De stad wordt verder begrensd door Oakland en Emeryville in het zuiden en Kensington en Albany in het noorden. Berkeley maakt deel uit van een groot, aaneengegroeid stedelijk gebied dat bekend staat als de East Bay en zich van Richmond in het noorden tot Fremont in het zuiden uitstrekt over de oostelijke oever van de baai van San Francisco. Het gebied maakt onderdeel uit van de San Francisco Bay Area en gaat in het zuiden over in Silicon Valley.
De stad heeft een totale oppervlakte van 45,8 km², waarbij het landoppervlak 27,1 km² beslaat; de rest (18,7 km²) bestaat uit water.

### Geologie
De Bay Area is een tektonisch actief gebied dat doorsneden wordt door een stelsel van breuklijnen, waarvan de San Andreasbreuk de bekendste is. Deze breuken vormen een transforme plaatgrens tussen de Pacifische plaat en Noord-Amerikaanse plaat waar de platen langs elkaar afschuiven; de Pacifische plaat beweegt ten opzichte van de Noord-Amerikaanse plaat in noordwestelijke richting en de Noord-Amerikaanse plaat beweegt ten opzichte van de Pacifische plaat in zuidoostelijke richting. Het schuiven van de platen gaat niet geleidelijk, maar met horten en stoten, waarbij de spanning zich opbouwt om in één keer vrij te komen in de vorm van een aardbeving. Berkeley zelf ligt op de Haywardbreuk. De laatste grote aardbeving van de Haywardbreuk dateert uit 1868 en vond plaats bij Hayward langs het zuidelijk deel van de breuk en richtte in Berkeley weinig schade aan.
Hoewel de Noord-Amerikaanse plaat zich ten opzichte van de Pacifische plaat voornamelijk naar het zuidoosten beweegt, is er sprake van een absolute beweging naar het zuidwesten. Deze beweging leidde tot het plooien van het land waardoor onder meer de Berkeley Hills ten oosten van de Haywardbreuk zijn gevormd. Ten westen van de breuk ligt de vlakte die naar de baai van San Francisco afhelt; deze bestaat uit geërodeerd materiaal van de Berkeley Hills dat door fluviatiele processen is afgezet in het Holoceen en Pleistoceen (tot 2,58 mln. jaar geleden).

### Klimaat
Berkeley kent onder invloed van de Californische stroom een mediterraan klimaat (Csb volgens de klimaatklassificatie van Köppen) met gematigde, droge zomers en zachte, natte winters. De koude zeestroom veroorzaakt daarnaast mist in de zomer en vanwege de ligging tegenover de Golden Gate is Berkeley vaker dan andere steden in de omgeving onder de mist bedekt. Januari is de koudste maand met een gemiddelde temperatuur tussen de 6,5 °C en 14 °C en augustus en september zijn de warmste maanden met een gemiddelde temperatuur tussen de 12,5 °C en 23 °C. Jaarlijks valt er 699 mm neerslag. De meeste neerslag valt in de maanden november tot en met maart (578 mm), terwijl het in de maanden juni tot en met september nauwelijks regent (15 mm).
Aan het eind van de lente en aan het begin van de herfst waaien er aflandige winden vanuit het noordoosten die warme, droge lucht met zich meebrengen. In de lente hebben deze winden doorgaans geen gevolgen doordat de vegetatie nog vochtig is van de winterse regen, maar in de herfst veroorzaken ze extreme droogte waardoor er natuurbranden kunnen ontstaan. In september 1923 woedde er zo'n brand door North Berkeley die meer dan 580 huizen vernietigde en in oktober 1991 was er wederom een brand in het zuidoosten van Berkeley en het noorden van Oakland die in totaal aan 25 mensen het leven kostte en meer dan 3000 woningen verwoestte.

## Demografie
Het aantal inwoners daalde van 102.847 in 1990 naar 102.743 in 2000. Van de bevolking is 10,2% ouder dan 65 jaar en bestaat voor 38,1% uit eenpersoonshuishoudens. De werkloosheid bedraagt 2,7% (cijfers volkstelling 2000). Ongeveer 9,7% van de bevolking van Berkeley bestaat uit hispanics en latino's, 13,6% is van Afrikaanse oorsprong en 16,4% van Aziatische oorsprong.

## Bestuur en politiek

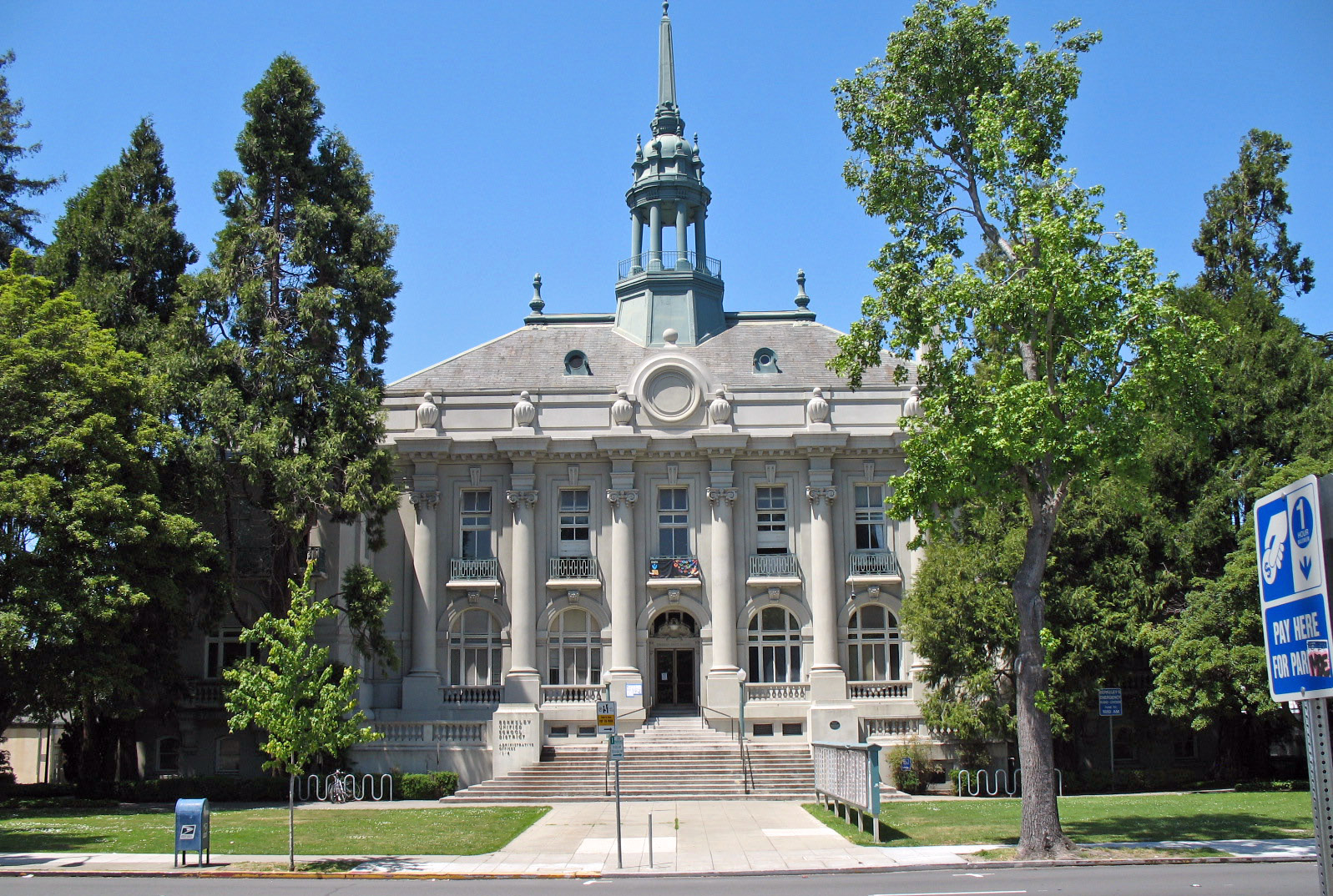
Old City Hall (oude stadhuis), waar de raadsleden samenkomen en vergaderen.

### Lokale overheid
De lokale overheid van Berkeley werkt sinds 1923 volgens het council-manager-systeem, waarbij de wetgevende macht via de city council bij de burgers ligt en de uitvoerende macht bij de city manager. In 1916 werd al voorgesteld om een city manager aan te stellen, maar dit voorstel werd weggestemd omdat het de macht van de gekozen bestuurders te veel zou inperken. Daarnaast kent de stad ook een direct gekozen burgemeester.
De city council (gemeenteraad) bestaat uit acht leden aangevuld met de burgemeester. De burgers kiezen de raadsleden via een districtenstelsel voor een termijn van vier jaar; elk raadslid vertegenwoordigt een van de acht districten. De verkiezingen voor de raadsleden uit de districten 1, 4, 7 en 8 vinden tegelijkertijd met de gouverneursverkiezingen plaats en die voor de raadsleden uit de districten 2, 3, 5 en 6 tegelijkertijd met de presidentsverkiezingen. De burgemeester wordt ook om de vier jaar gekozen. Hij of zij is voorzitter van de city council en stemt als negende raadslid mee, maar heeft geen veto; de functie is vooral ceremonieel. De huidige burgemeester is sinds november 2016 Jesse Arreguin die daarmee Tom Bates (2002–2016) opvolgt.
De city manager (stadsbestuurder) wordt aangesteld door de city council. Hij of zij regelt het bestuur van de stad en is verantwoordelijk voor bijvoorbeeld de (sociale) voorzieningen, het bewaren van de openbare orde en de jaarlijkse begroting. De city manager stelt verder de hoofden van de verschillende departementen aan, die hem of haar ondersteunen bij het bestuur.

### Samenwerkingsbanden
Berkeley werkt samen met verschillende steden, dorpen en gemeenschappen wereldwijd; enerzijds om mensenrechten, gezondheid, veiligheid, cultuur en onderwijs te bevorderen vanuit Berkeley en anderzijds om uitwisselingen en verrijking voor studenten en scholieren mogelijk te maken.
| - Sakai (Japan), sinds 1966 - de Edda in Imo (Nigeria), sinds 1982 - San Antonio Los Ranchos (El Salvador), sinds 1983 - Haidian in Peking (China), sinds 1985 - Gao (Mali), sinds 1985 - Mathopestad (Zuid-Afrika), sinds 1986 - León (Nicaragua), sinds 1986 - Oukasie (Zuid-Afrika), sinds 1988 | - Jena (Duitsland), sinds 1989 - Yondó (Colombia), sinds 1990 - Dmitrov (Rusland), sinds 1991 - Uma Bawang (Maleisië), sinds 1991 - Oelan-Oede (Rusland), sinds 1992 - de Yurok in Californië (Verenigde Staten), sinds 1993 - Browning en de Blackfoot in Montana (Verenigde Staten), sinds 2000 - Palma Soriano (Cuba), sinds 2002 |

## Economie en voorzieningen

### Onderwijs

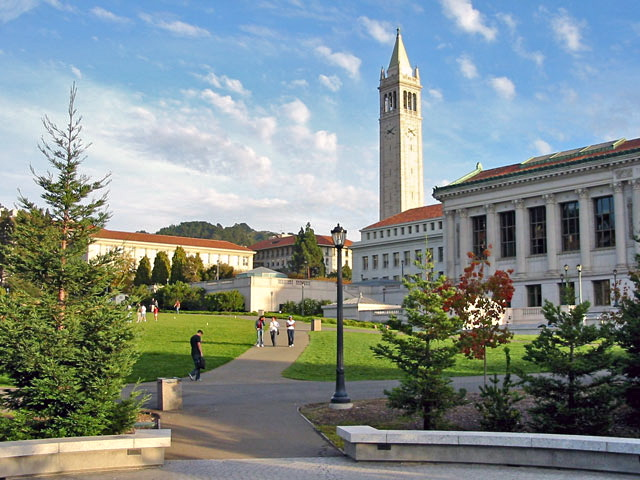
De hoofdcampus van de UC Berkeley met de Sather Tower

Berkeley telt vijf hogeronderwijsinstellingen waarvan de Universiteit van Californië - Berkeley (UC Berkeley) de voornaamste is. De UC Berkeley is in 1868 gesticht, in 1873 naar Berkeley verplaatst en sindsdien bepalend geweest in de geschiedenis van de stad. De universiteit omvat, naast de hoofdcampus, ook andere gebouwen en onderzoekcentra, zoals Lawrence Berkeley National Laboratory en Lawrence Hall of Science. De overige onderwijsinstellingen in Berkeley zijn de Graduate Theological Union, Berkeley City College, Wright Institute en Zaytuna College.
Alle openbare scholen vallen onder het Berkeley Unified School District dat elf basisscholen, drie middle schools en een highschool omvat. Naast de openbare Berkeley High School kent de stad ook de katholieke, particuliere Saint Mary's College High School, met het adres in Berkeley maar de gebouwen nagenoeg volledig in Albany. De Berkeley Public Library onderhoudt vijf openbare bibliotheken alsook een bibliotheek voor gereedschap binnen de stad, terwijl de UC Berkeley Library verantwoordelijk is voor de bibliotheken op de campus.

### Transport en infrastructuur

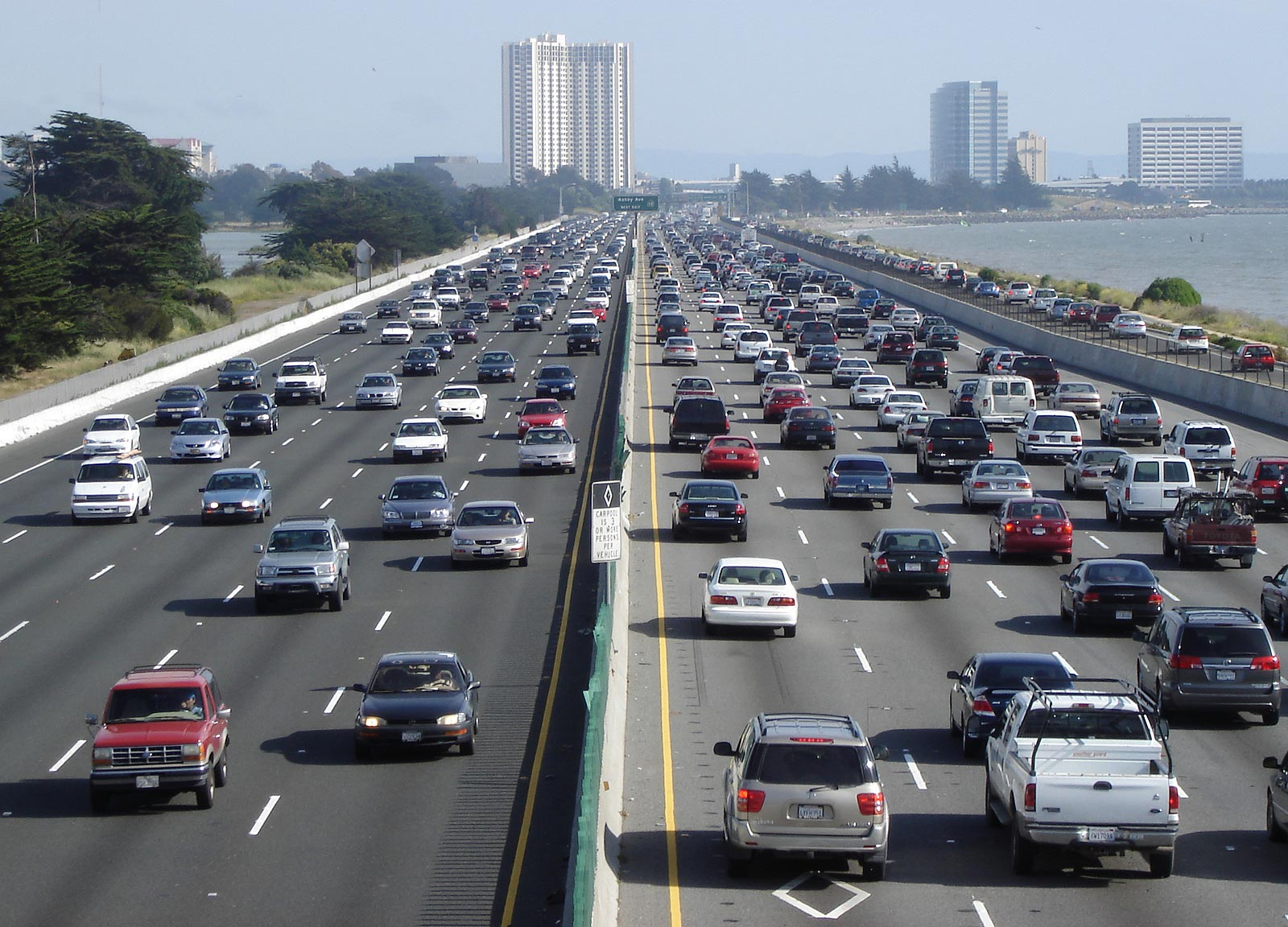
De Eastshore Freeway ter hoogte van het Aquatic Park uitkijkend op Emeryville in het zuiden

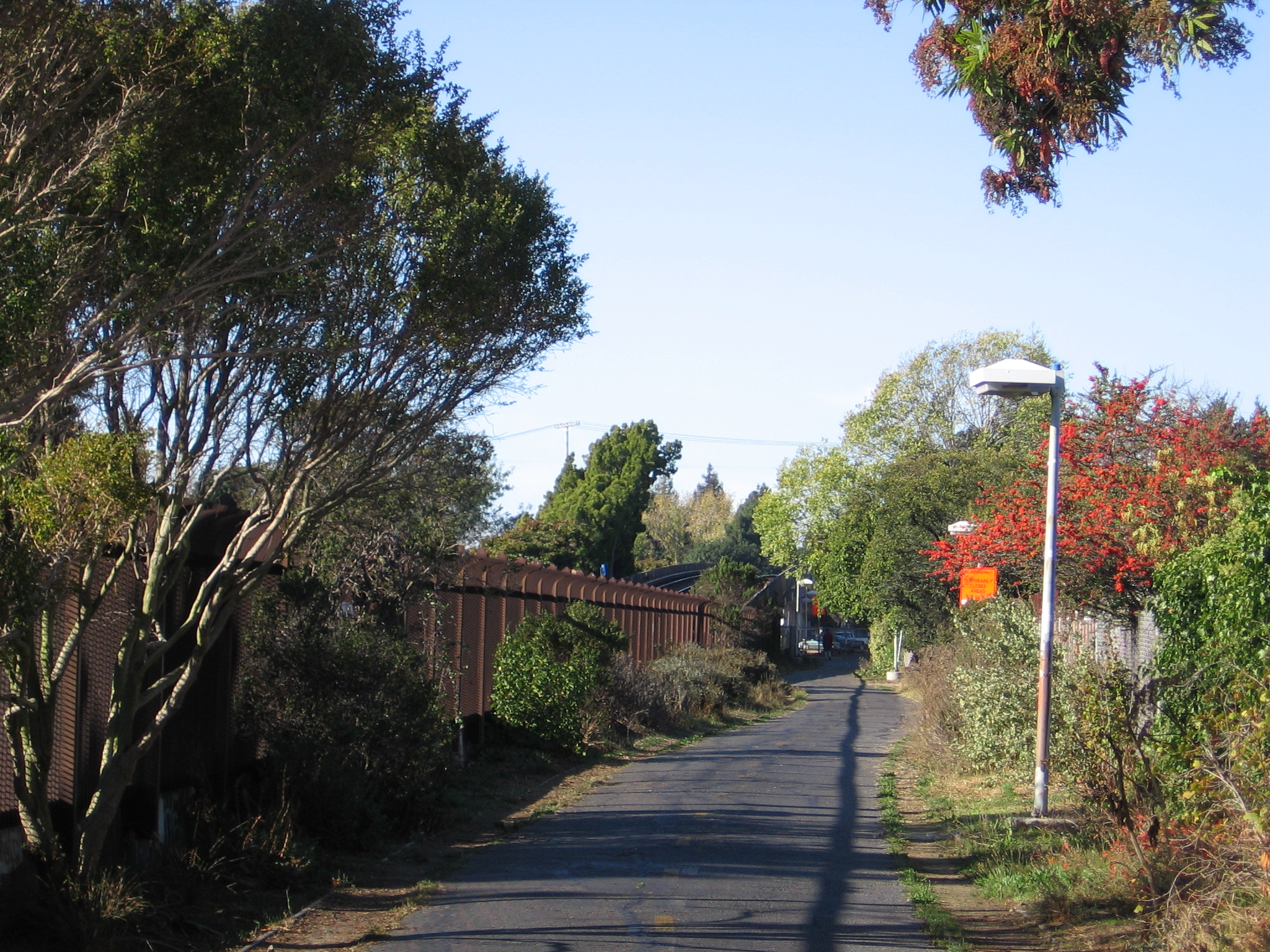
De Ohlone Greenway is een fiets- en voetpad dat door het noordelijk deel van de stad loopt.

De Interstate 80 en Interstate 580 lopen westelijk van Berkeley gezamenlijk (als de Eastshore Freeway) langs de baai af. De I-80 verbindt Berkeley onder meer met San Francisco en het noordelijk deel van de East Bay, terwijl de I-580 een verbinding vormt met San Rafael en het zuidelijk deel van de East Bay. De SR 13 loopt van de Easthore Freeway als Ashby Avenue horizontaal door het zuiden van de stad naar Oakland en vormt daar een aansluiting op de SR 24 en de Caldecott Tunnel naar Orinda aan de andere kant van de Berkeley Hills. De SR 123 loopt als San Pablo Avenue parallel aan de Eastshore Freeway door het westen van Berkeley.
Het openbaar vervoer in de stad wordt verzorgd door Amtrak (Capitol Corridor), AC Transit, BART en pendeldiensten die onderhouden worden door enkele grote werkgevers zoals de universiteit. AC Transit is verantwoordelijk voor het busvervoer in Berkeley en de rest van Alameda en Contra Costa County, terwijl BART een lightrailsysteem onderhoudt dat de voorsteden in de East Bay verbindt met Oakland en San Francisco. Berkeley heeft drie BART-stations (Ashby, Downtown Berkeley en North Berkeley) die alle drie zowel op de Richmond-Millbrae Line als op de Richmond-Fremont Line liggen.
Een kleine tien procent van de bevolking van Berkeley fietst naar zijn werk en iets meer dan zeventien procent gaat te voet naar zijn werk. De stad kent een stelsel van fietspaden, -stroken en -straten dat in totaal meer dan 70 kilometer lang is. De meeste fietspaden zijn mede bedoeld voor voetgangers en andere niet gemotoriseerde voertuigen. De fietsstraten (bicycle boulevards) liggen vaak parallel aan de belangrijkere doorgaande wegen. Ze zijn ingericht voor traag bestemmingsverkeer door onder meer het plaatsen van wegscheidingen die alleen fietsers en voetgangers doorlaten.

## Bekende personen uit Berkekey
- Lijst van personen uit Berkeley